# Carlos Alberto (Fußballspieler, 1944)

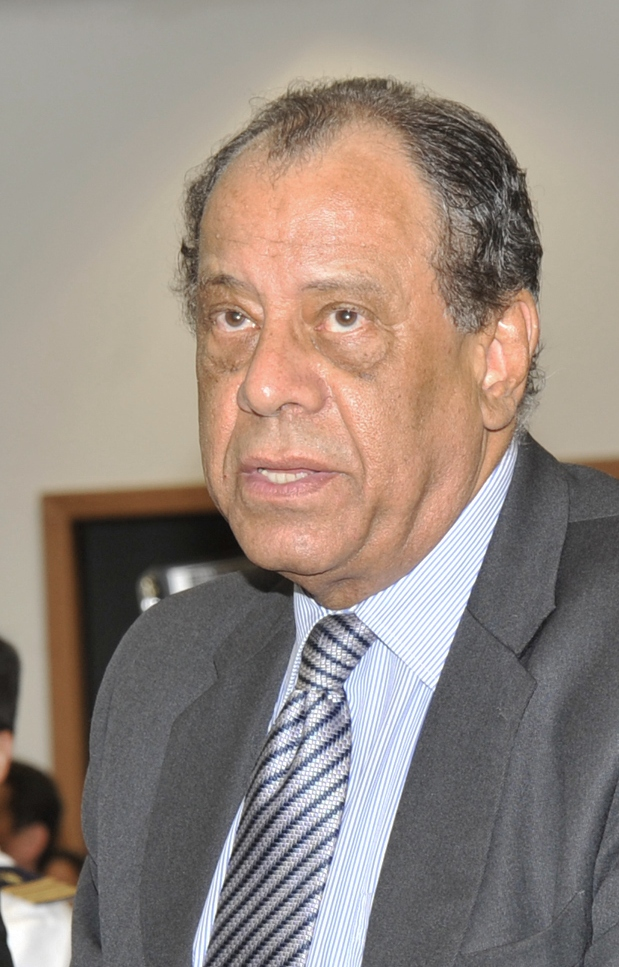
Carlos Alberto (2011)

Carlos Alberto, mit vollem Namen Carlos Alberto Torres (* 17. Juli 1944 in Rio de Janeiro; † 25. Oktober 2016 ebenda), war ein brasilianischer Fußballspieler und -trainer. 1970 führte er Brasilien als Mannschaftskapitän zum Weltmeistertitel.

## Laufbahn
Seine Karriere begann er mit 19 Jahren bei Fluminense. Nach drei Jahren wechselte er zum FC Santos, bei dem er Teamkollege von Pelé war. 1974 kehrte er zu Fluminense zurück und sicherte sich mit der zweiten Mannschaft zweimal die Campeonato Carioca. Nach der Zwischenstation Flamengo wechselte er in die NASL zu New York Cosmos. Dort spielte er wieder mit Pelé in einer Mannschaft. Er gewann drei Meistertitel mit New York Cosmos.
Auch im Nationalteam spielte Carlos Alberto eine wichtige Rolle. Er führte die „Seleção“ bei der Weltmeisterschaft 1970 als Mannschaftskapitän bis ins Finale und schoss dort gegen Italien das Tor zum 4:1-Endstand. Die Brasilianer hatten sich den Ball über neun Stationen zugeschoben und Carlos Alberto vollendete mit einem fulminanten Schuss von der Strafraumgrenze. Dies veranlasste Journalisten dazu, vom „perfekten Tor“ zu sprechen. Die WM 1970 war die einzige Weltmeisterschaft, an der er teilnahm.
Nachdem er 1982 seinen Rücktritt erklärt hatte, wurde er Trainer. Carlos Alberto war hauptsächlich in Brasilien aktiv (unter anderem bei Corinthians São Paulo und Botafogo). Außerdem war er verantwortlich für die Nationalmannschaften von Nigeria, Oman und Aserbaidschan.
1998 wählten 250 Sportjournalisten Carlos Alberto in die FIFA-Weltauswahl des 20. Jahrhunderts. Von Pelé wurde er 2004 in die FIFA 100 aufgenommen, einer Liste mit den 125 besten noch lebenden Fußballspielern. Ein Jahr zuvor wurde er in die U.S. National Soccer Hall of Fame gewählt.
Carlos Alberto war Mitglied des Partido Democrático Trabalhista, für die er von 1989 bis 1993 als Stadtverordneter (vereador) in die Stadtkammer von Rio de Janeiro gewählt wurde.
Am 25. Oktober 2016 starb Carlos Alberto im Alter von 72 Jahren in seiner Geburtsstadt Rio de Janeiro an einem Herzinfarkt. Er wurde in seiner Heimatstadt auf dem Cemitério de Irajá beigesetzt.

## Erfolge als Spieler

### Nationalmannschaft
- Weltmeister: 1970

### Vereine
Fluminense
- Campeonato Carioca (3): 1964, 1975, 1976
- Taça Guanabara (2): 1966, 1975

Santos
- Recopa Sudamericana: 1968
- Torneio Roberto Gomes Pedrosa: 1968
- Staatsmeisterschaft von São Paulo (4): 1967, 1968, 1969, 1973

New York Cosmos
- NASL Outdoor Championships (4): 1977, 1978, 1980, 1982
- Eastern Division, National Conference (4): 1978, 1979, 1980, 1982
- Trans-Atlantic Cup Championships: 1980

## Auszeichnungen
- 2. Platz bei der Wahl des Ballon d’Or Dream Teams (Rechtsverteidiger)